# ياسونوبو تشيبا
ياسونوبُ تشيبَ (باليابانية: 千葉 泰伸) (11 أبريل 1971 في إيشينوماكي في اليابان – )؛ هو لاعب كرة قدم ياباني سابق كان يلعب كلاعب وسط.

## وصلات خارجية
- ياسونوبو تشيبا على موقع رابطة كرة القدم اليابانية للمحترفين (اليابانية)